# À Odessa, il fait beau, mais il pleut à Little Odessa
Pour les articles homonymes, voir Odessa (homonymie).
Pour plus de détails, voir Fiche technique et Distribution.
À Odessa, il fait beau, mais il pleut à Little Odessa (На Дерибасовской хорошая погода, или На Брайтон-Бич опять идут дожди) est une comédie policière américano-russe réalisée par Leonid Gaïdaï, sortie en 1993.

## Fiche technique
Sauf indication contraire, les informations mentionnées dans cette section peuvent être confirmées par la base de données cinématographiques IMDb,  présente dans la section « Liens externes ».
- Titre français : À Odessa, il fait beau, mais il pleut à Little Odessa[2]
- Titre original : На Дерибасовской хорошая погода, или На Брайтон-Бич опять идут дожди, Na Deribasovskoy khoroshaya pogoda, ili na brighton beach opyat idut dozhdi
- Titre anglais : Weather Is Good on Deribasovskaya, It Rains Again on Brighton Beach
- Réalisation : Leonid Gaïdaï
- Scénario : Leonid Gaïdaï, Arkadi Inine (ru)
- Photographie : Vadim Alissov (ru)
- Décors : Nikolaï Markine, Felix Yassioukevitch (ru)
- Montage : Lioudmila Yelyan
- Son : Evgueni Pozdniakov
- Musique : Viktor Babouchkine (ru), Alexandre Zatsepine
- Sociétés de production : Mosfilm, Inegokom, RSM Trading Corp., Rom Trading Corp., Soyuzkino, Unikombank
- Pays de production :  Russie,  États-Unis
- Langue de tournage : russe, anglais
- Format : Couleurs - Son mono - 35 mm
- Durée : 96 minutes
- Genre : Comédie et espionnage
- Date de sortie : 
  - Russie : avril 1993
  - Hongrie : 18 janvier 1996 (diffusion télévisuelle)

## Distribution
- Dmitri Kharatian : Fiodor Sokolov
- Kelly McGrill : Mary Star
- Andreï Miagkov : Diadia Micha, le chef de la mafia
- Armen Djigarkhanian : Kats
- Mikhaïl Kokchenov : Kravtchouk
- Leonid Kouravliov : Mikhaïl Gorbatchev, le président de l'Union soviétique
- Vladimir Sedov (ru) : George H. W. Bush, le président des États-Unis
- Emmanuil Vitorgan : Jack, le général de la CIA
- Evgueni Vesnik : L'opérateur radio